# Demania cultripes
Demania cultripes (Alcock, 1898) è un granchio marino della famiglia Xanthidae.

## Descrizione
Presenta un carapace moderatamente convesso e tubercoloso, più largo che lungo. I tubercoli sono presenti anche sui chelipedi e sono più prominenti sulla chela; quelli nella parte anteriore del carapace assumono invece un aspetto simile a scaglie.

## Distribuzione e habitat
Proviene dall'oceano Pacifico occidentale, dove vive fino a 84 m di profondità. È diffuso dalle Filippine e Taiwan alla Nuova Caledonia e al Mar degli Alfuri.

## Tossicità
Non rara nel bycatch della pesca dei gamberi, questa specie è mortale se ingerita in quanto contiene tetradotossina. È possibile che la tossina sia endogena, ma è più probabile che il granchio la acquisisca alimentandosi di organismi che la contengono.